# Авраменко Василь Кирилович
Васи́ль Кири́лович Авра́менко (нар. 22 березня 1895, Стеблів, Корсунь-Шевченківський район, Черкаська область — пом. 6 травня 1981, Нью-Йорк) — український балетмейстер, хореограф, актор, кінорежисер, педагог. Один із тих, хто втілив українські народні танці у форму професійного мистецтва. В українській діаспорі відомий як «батько українського танцю».

## Життєпис

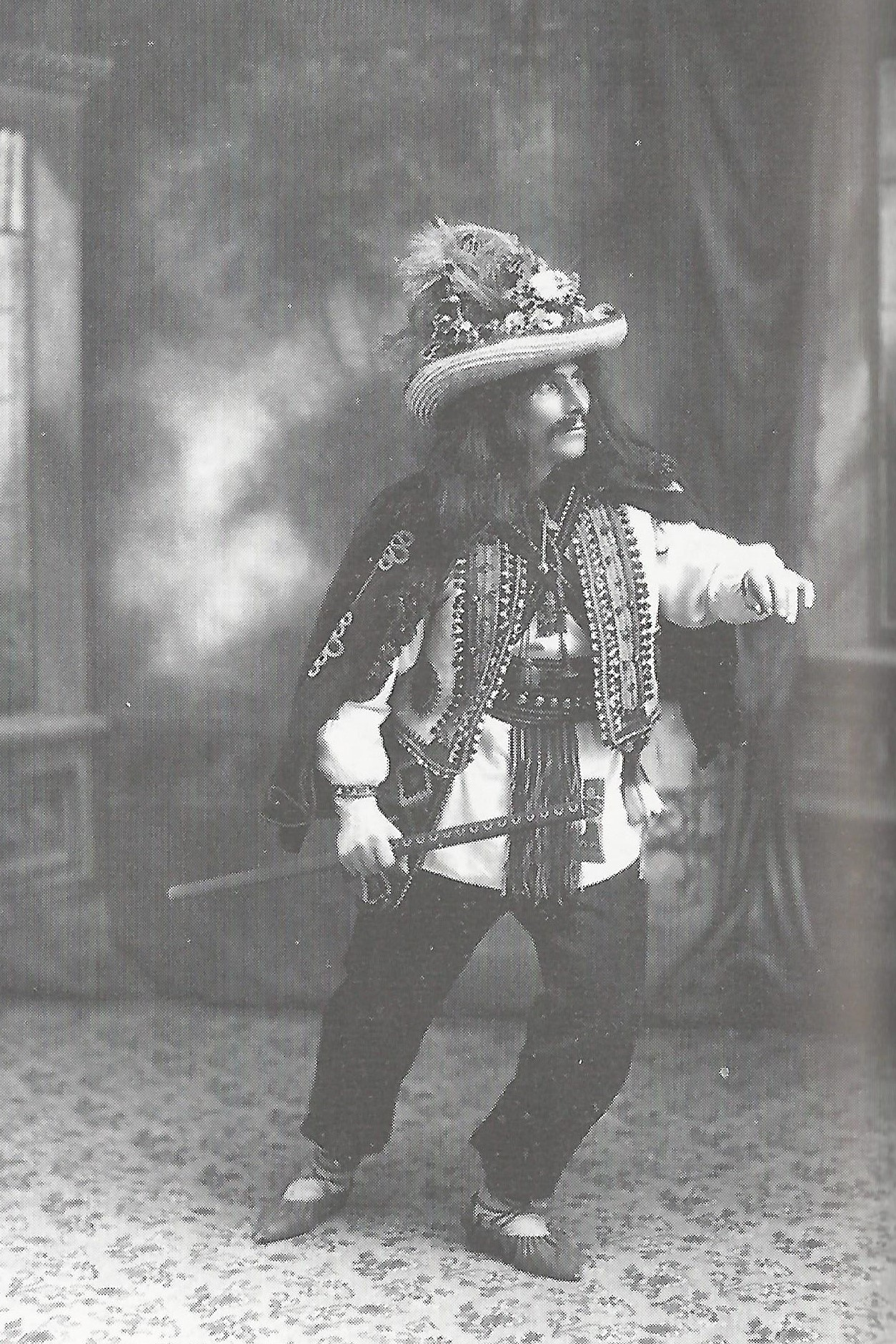

Став сиротою ще в ранньому дитинстві, з дев'яти років почав працювати. Працював на шахті на Луганщині, згодом із братами виїхав на заробітки до Владивостока на Зелений Клин, працював на заводі. 1913 року у Владивостоці закінчив трирічні вечірні учительські курси, здобув звання народного вчителя.
Під час Першої світової війни закінчив Іркутське військове училище, отримав чин прапорщика. Служив у Тюмені, згодом на Західному фронті, командир сотні. Під час наступу на річці Березині в Білорусі отримав поранення в ногу. Отримав звання поручника, служив у Мінську, де 1917 вперше зустрівся з Симоном Петлюрою.
1918 — закінчив драматичну школу в Києві.
Із театром М.Садовського навесні 1919 року виступав у Тернополі та інших містах краю. Учасник визвольних змагань 1917—1921 років.
Від 1921 року жив у Галичині.
1922—1923 — вів танцювальні гуртки в Кременці, Луцьку, Дубно. 8 вересня 1924 виступав у Тернополі.
1926 — емігрував до Канади, де викладав український танок (спершу в Канаді, потім — у США). Організував при Товаристві «Просвіта» школу народного українського танку. Мандрував, навчаючи танцю, по Сполучених Штатах, Аргентині, Бразилії та Австралії.
1929 — заснував школу українського танцю в Нью-Йорку та танцювальні колективи в США і Канаді. Виступав на сценах США та Канади разом із хором О.Кошиця. Гастролював у Бразилії, Аргентині, Австралії, Ізраїлі.
1930—1936 — створив близько 50 танцювальних груп по всій Америці, давши поштовх плідній і довгій традиції народного танцю в діаспорі. Його танцювальні гуртки і групи надавали можливість самовияву і самоствердження молодим американським українцям. Крім досконало схореографованих гопаків, козачків та арканів, він ставив ідеологізовані «живі картини».

## Авраменко— кінематографіст
Авраменко також створив (як сценарист, режисер і продюсер) у США декілька українських фільмів, зокрема «Наталка Полтавка» і «Запорожець за Дунаєм». Обидва ці фільми вийшли на екран майже синхронно з однойменними кінострічками І. Кавалерідзе в УРСР. Є підстави стверджувати, що активна кінодіяльність Авраменка підштовхнула цей процес в радянській Україні (щоби та "не відставала від еміграції у сучасних формах показу національної спадщини"). Це творче змагання (спочатку заочне) відбулося, зрештою, в США, де за підтримки уряду Рузвельта демонструвались обидва фільми Кавалерідзе у 1936 та 1938 роках.
Змагальний характер паралельного показу кіноопер, випущених в радянській Україні та США, їх ідеологічне протистояння знаходить підтвердження у нотатках Миколи Новака, одного з найактивніших членів фільмової корпорації Авраменка: «Нам треба бути гордими, що показали нашим незрячим людям, що українська еміґрація здібна також таку справу здвинути. Ми проломили грубі верстви льодів і заставили навіть червону Москву змагатися з нами, бо коли б не наша „Наталка Полтавка“, то не було б і сталінської».

### Фільмографія
- Наталка-Полтавка (1937), автор сценарію, режисер[6]
- Запорожець за Дунаєм (Cossacks in Exile, 1939), автор сценарію, продюсер[7]
- Маруся (1939), екранізація драми «Ой, не ходи Грицю» М. Старицького, в головній ролі Марія Гребінецька[8]
- Трагедія Карпатської України (The Tragedy of Carpatho-Ukraine, 1940), режисер, продюсер
- Тріумф українського танку

## Перепоховання
Відповідно до заповіту його тлін 4 травня 1993 року перевезено до Стеблева, поховано на місцевому кладовищі.

## Вшанування пам'яті
У містах Коломия та Рівне є вулиця Василя Авраменка.

## Друковані праці
Автор підручника «Українські національні танки, музика і стрій» (1947).
- Авраменко В. Українські Національні Танки Музика і Стрій: (короткий нарис про укр. танок та опис вісімнадцяти найкращих нар. танків власного укладу). Кн. 1 і 2 / Василь Авраменко. — Голівуд та ін. : б. в., 1947. — 80 с. [Архівовано 20 лютого 2019 у Wayback Machine.]